# Маматов, Абдусалам
Абдусалам Маматов — советский узбекистанский хозяйственный деятель, Герой Социалистического Труда.

## Биография
Родился в 1916 году в кишлаке Ходжаабад. Член КПСС с 1940 года.
Участник Великой Отечественной войны в составе 605-го стрелкового полка, капитан
Окончил Ташкентскую высшую партийную школу и Ташкентский сельскохозяйственный институт.
В 1946—1948 годах, а также в 1953—1957 — председатель Чинабадского райисполкома.
В 1957—1961 — первый секретарь Чинабадского райкома КП Узбекистана.
Указом Президиума Верховного Совета СССР от 11 января 1957 года присвоено звание Героя Социалистического Труда с вручением ордена Ленина и золотой медали «Серп и Молот».
Депутат Верховного Совета Узбекской ССР 4-5-го созывов.
С 1976 года — персональный пенсионер союзного значения.
Умер после 1984 года в Андижане.

## Награды и звания
- Герой Социалистического Труда (11.01.1957)
- Орден Ленина (11.01.1957)
- Орден Знак Почёта (16.01.1950)